# Cordia longipedunculata
Cordia longipedunculata là loài thực vật có hoa trong họ Mồ hôi. Loài này được (Britton & P.Wilson) Urb. mô tả khoa học đầu tiên năm 1929.